# Crambins
Els cambrins (Crambinae) són una gran subfamília de lepidòpters ditrisis de la família dels cràmbids (Crambidae).
Actualment inclou més de 1.800 espècies a tot el món. Les larves s'alimenten d'arrels i de tiges, principalment d'herbes. Algunes espècies són plagues de pastures, blat de moro, canya de sucre, arròs i altres poàcies.
Les opinions dels taxonomistes difereixen respecte a la correcta col·locació dels Crambidae, algunes autoritats que els tracten com una subfamília de la família Pyralidae. Si això es fa, el grup actual seria degradat a l'estat tributari, com Crambini.

## Gèneres
- tribu incertae sedis
  - Agriphiloides Błeszyński, 1965
  - Amselia Błeszyński, 1959
  - Anaclastis Turner, 1904
  - Ancylolomia Hübner, 1825 (= Acylolomia Hampson, 1919, Jartheza Walker, 1863, Pseudoctenella Strand, 1907, Ctenus Mabille, 1906, Tollia Amsel, 1949)
  - Angustalius Marion, 1954 (= Bleszynskia Lattin, 1961, Crambopsis Lattin, 1952)
  - Aphrophantis Meyrick, 1933
  - Argentochiloides Błeszyński, 1961 (= Argentochilo Błeszyński & Collins, 1962)
  - Aureocramboides Błeszyński, 1961
  - Aurotalis Błeszyński, 1970
  - Australargyria Błeszyński, 1970
  - Autarotis Meyrick, 1886 (= Pogonoptera Turner, 1911)
  - Bassiknysna Kemal & Kocak, 2005 (= Knysna Bassi, 1999)
  - Batiana Walker, 1866
  - Caffrocrambus Błeszyński, 1961 (= Anomocrambus Błeszyński, 1961, Caffocrambus Bassi, 1994)
  - Calamotropha Zeller, 1863 (= Aurelianus Błeszyński, 1962, Myeza Walker, 1863)
  - Catancyla Hampson, 1919
  - Charltona Swinhoe, 1886
  - Charltoniada Strand, 1918
  - Chilandrus Błeszyński, 1970
  - Chrysocrambus Błeszyński, 1957 (= Chrysocramboides Błeszyński, 1957)
  - Classeya Błeszyński, 1960
  - Conocramboides Błeszyński, 1970
  - Conocrambus Hampson, 1919 (= Anaresca Turner, 1947)
  - Conotalis Hampson, 1919
  - Corynophora Berg, 1898 (= Halterophora Meyrick, 1897)
  - Crambixon Błeszyński, 1965
  - Culladiella Błeszyński, 1970
  - Cypholomia Meyrick, 1933
  - Diadexia Turner, 1905
  - Diploptalis Hampson, 1919 (= Diplotalis Błeszyński, 1963)
  - Diploschistis Meyrick, 1937
  - Epichilo Ragonot in de Joannis & Ragonot, 1889
  - Eurhythma Turner, 1904 (= Eurythma Błeszyński & Collins, 1962)
  - Flavocrambus Błeszyński, 1959
  - Gadira Walker, 1866 (= Cryptomima Meyrick, 1882, Scenoploca Meyrick, 1882)
  - Gargela Walker, 1864 (= Mixophyla Meyrick, 1887, Angonia Snellen, 1893, Mixophila Hampson, 1896)
  - Haploplatytes Błeszyński, 1966
  - Hednota Meyrick, 1886
  - Idioblasta Warren, 1891
  - Japonichilo Okano, 1962
  - Japonicrambus Okano, 1962
  - Kupea Philpott, 1930
  - Leonardo Błeszyński, 1965
  - Libuna Moore, 1886 (= Bulina Walker, 1866)
  - Lyndia Savigny, 1816
  - Malgasochilo Błeszyński, 1970
  - Maoricrambus Gaskin, 1975
  - Mesocrambus Błeszyński, 1957
  - Mestolobes Butler, 1882 (= Promylaea Meyrick, 1899)
  - Metacrambus Błeszyński, 1957
  - Metaeuchromius Błeszyński, 1960 (= Pseudeuchromius Błeszyński, 1965)
  - Microcrambon Błeszyński, 1970
  - Micronix Amsel, 1956
  - Microtalis Turner, 1911
  - Neargyria Hampson, 1896
  - Neargyrioides Błeszyński, 1970
  - Nechilo Błeszyński, 1970
  - Neobanepa Hampson, 1919 (= Pyralopsis Dognin, 1905)
  - Neocrambus Błeszyński, 1957
  - Neopediasia Okano, 1962
  - Niveocatharylla Bassi, 1999
  - Orocrambus Purdie, 1884 (= Orocrambus Meyrick, 1885)
  - Orthomecyna Butler, 1883
  - Parancyla Hampson, 1919
  - Paraplatytes Błeszyński, 1965
  - Paratraea Hampson, 1919
  - Parerupa Hampson, 1919 (= Coenotalis Hampson, 1919)
  - Precaffrocrambus Bassi, 2002
  - Prionotalis Hampson, 1919
  - Productalius Marion, 1954
  - Protyparcha Meyrick, 1909
  - Pseudargyria Okano, 1962
  - Pseudocatharylla Błeszyński, 1961
  - Pseudoclasseya Błeszyński, 1964
  - Ptochostola Meyrick, 1882
  - Roxita Błeszyński, 1963 (= Modestia Błeszyński, 1965)
  - Schoenobiodes Hampson, 1917 (= Stenopydna Roepke, 1943)
  - Sebrus Błeszyński, 1970
  - Sphaerodeltis Meyrick, 1933
  - Styxon Błeszyński, 1962
  - Tauroscopa Meyrick, 1888 (= Oressaula Turner, 1913)
  - Tawhitia Philpott, 1931 (= Velasquez Błeszyński, 1962)
  - Thalamarchis Meyrick, 1897
  - Thisanotia Hübner, 1825 (= Thinasotia Heinemann, 1865, Thysanotia J. L. R. Agassiz, 1847)
  - Tomissa Walker, 1864
  - Tulla Zimmerman, 1958
  - Ubida Walker, 1863 (= Crunophila Meyrick, 1882)
  - Xanthocrambus Błeszyński, 1957 (= Xanthocrambus Błeszyński, 1955)
  - Zacatecas Błeszyński, 1962
  - Zovax Błeszyński, 1962
- tribu Argyriini Munroe, 1995
  - Argyria Hübner, 1818
  - Catharylla Zeller, 1863
  - Chrysocatharylla Bassi, 1999
  - Urola Walker, 1863
  - Vaxi Błeszyński, 1962
- tribu Chiloini Heinemann, 1865
  - Chilo Zincken, 1817 (= Borer Guenée, 1862, Chilona Sodoffsky, 1837, Chilotraea Kapur, 1950, Diphryx Grote, 1881, Hypiesta Hampson, 1919, Nephalia Turner, 1911, Silveria Dyar, 1925)
  - Diatraea Guilding, 1828 (= Crambidiatraea Box & Capps, 1955, Diaraetria Grote, 1882, Diatraerupa Schaus, 1913, Diatrea Guilding, 1828, Eodiatraea Box, 1953, Iesta Dyar, 1909, Trinidadia Dyar & Heinrich, 1927, Zeadiatraea Box, 1955)
  - Epina Walker, 1866 (= Diatraenopsis Dyar & Heinrich, 1927)
  - Hemiptocha Dognin, 1905
  - Pseudometachilo Błeszyński, 1962
- tribu Crambini Latreille, 1810
  - Agriphila Hübner, 1825 (= Agrophila J. L. R. Agassiz, 1847, Alisa Ganev & Hacker, 1984)
  - Almita B. Landry, 1995
  - Alphacrambus Bassi, 1995
  - Arequipa Walker, 1863
  - Catoptria Hübner, 1825 (= Exoria Hübner, 1825, Tetrachila Hübner, 1806)
  - Cervicrambus Błeszyński, 1966
  - Chrysoteuchia Hübner, 1825 (= Amphibolia Snellen, 1884, Veronese Błeszyński, 1962)
  - Crambus Fabricius, 1798 (= Argyroteuchia Hübner, 1825, Chilus Billberg, 1820, Palparia Haworth, 1811, Tetrachila Hübner, 1822)
  - Culladia Moore, 1886 (= Araxes Walker, 1863, Crambidion Mabille, 1900, Nirmaladia Rose, 1983)
  - Dimorphocrambus Gibeaux, 1987
  - Euchromius Guenée, 1845 (= Eromene Hübner, 1825, Ommatopteryx Kirby, 1897, Pseudoancylolomia Ahmad, Zaidi & Kamaluddin, 1982)
  - Fernandocrambus Aurivillius, 1922 (= Juania Aurivillius, 1922, Juanita Munroe, 1995)
  - Fissicrambus Błeszyński, 1963
  - Haplopediasia Błeszyński, 1963
  - La Błeszyński, 1966
  - Loxocrambus Forbes, 1920
  - Mesopediasia Błeszyński, 1963
  - Micrelephas Dognin, 1905
  - Microcramboides Błeszyński, 1967
  - Microcrambus Błeszyński, 1963
  - Miraxis Błeszyński, 1962
  - Miyakea Marumo, 1933
  - Neoculladia Błeszyński, 1967
  - Neodactria B. Landry, 1995
  - Novocrambus Amsel, 1956
  - Parapediasia Błeszyński, 1966 (Parapediasia Błeszyński, 1963)
  - Pediasia Hübner, 1825 (= Carvanca Walker, 1856, Oseriates Fazekas, 1991, Pseudopediasia Ganev, 1987)
  - Platytes Guenée, 1845 (= Nagahama Marumo, 1933)
  - Pseudopediasia Błeszyński, 1963
  - Raphiptera Hampson, 1896
  - Sericocrambus Wallengren, 1861
  - Supercrambus Błeszyński, 1967
  - Tehama Hulst, 1888
  - Thaumatopsis Morrison, 1874 (= Propexus Grote, 1880)
  - Tortriculladia Błeszyński, 1967
- tribu Diptychophorini Gaskin, 1972
  - Chiqua Błeszyński, 1970
  - Cleoeromene Gaskin, 1986
  - Diptychophora Zeller, 1866 (= Colimaea Dyar, 1925, Colimea Błeszyński, 1966, Mysticomima Meyrick, 1931, Scissolia Barnes & McDunnough, 1914)
  - Glaucocharis Meyrick, 1938 (= Pagmania Amsel, 1961, Pareromene Osthelder, 1941, Ditomoptera Hampson, 1893)
  - Incaeromene Gaskin, 1986
  - Microchilo Okano, 1962
  - Neoeromene Gaskin, 1986
  - Peniculimius Schouten, 1994
  - Steneromene Gaskin, 1986
  - Tamsica Zimmerman, 1958
- tribu Erupini Munroe, 1995
  - Erupa Walker, 1864 (= Gabalaeca Walker, 1866, Gabalanca Błeszyński & Collins, 1962, Zolca Walker, 1866)
  - Lancia Walker, 1859
  - Schoenerupa Hampson, 1919
- tribu Haimbachiini B. Landry, 1995
  - Achilo Amsel, 1957 (= Chilopsis Amsel, 1956)
  - Bissetia Kapur, 1950 (= Girdharia Kapur, 1950)
  - Coniesta Hampson, 1919
  - Donacoscaptes Zeller, 1877
  - Eoreuma Ely, 1910
  - Friedlanderia Agnew, 1987 (= Chiloides Amsel, 1949, Chiloides Błeszyński, 1963)
  - Haimbachia Dyar, 1909
  - Neogirdharia Song & Chen in Chen, Song & Yuan, 2004
  - Occidentalia Dyar & Heinrich, 1927
  - Pseudobissetia Błeszyński, 1959
  - Thopeutis Hübner, 1818 (= Cephis Ragonot in Staudinger, 1892, Hombergia de Joannis, 1910, Stenochilo Hampson, 1896, Tetrachila Hübner, 1808, Topeutis Hübner, 1825)
  - Xubida Schaus, 1922
- tribu Myelobiini Minet, 1982
  - Eschata Walker, 1856 (= Chaerecla Walker, 1865)
  - Myelobia Herrich-Schäffer, 1854 (= Chilopsis Hampson, 1919, Doratoperas Hampson, 1896, Protaphomia Meyrick, 1936, Xanthopherne Dyar & Heinrich, 1927)
- tribu Prionapterygini B. Landry, 1995
  - Burmannia Błeszyński, 1965
  - Elethyia Ragonot in de Joannis & Ragonot, 1889
  - Eufernaldia Hulst, 1900
  - Hemiplatytes Barnes & Benjamin, 1924 (= Alamogordia Dyar & Heinrich, 1927)
  - Mesolia Ragonot in de Joannis & Ragonot, 1889 (= Deuterolia Dyar, 1914, Eugrotea Fernald, 1896, Euparolia Dyar, 1914, Masolia Hampson, 1919)
  - Prionapteron Błeszyński, 1965
  - Prionapteryx Stephens, 1834 (= Alloea Turner, 1947, Calarina Walker, 1866, Hypotomorpha Rebel, 1892, Nuarace Walker, 1863, Naurace Błeszyński & Collins, 1962, Pindicitora Walker, 1863, Pindicitra Shibuya, 1928, Platytesia Strand, 1918, Prionopteryx Zeller, 1863)
  - Pseudoschoenobius Fernald, 1891
  - Surattha Walker, 1863
  - Talis Guenée, 1845 (= Drasa Kapur, 1950, Prosmixis Zeller, 1846, Tulis Pagenstecher, 1909)

## Gèneres antics
- Araxates Ragonot in de Joannis & Ragonot, 1889
- Charitopepla Meyrick, 1933
- Neerupa Hampson, 1919
- Loxophantis Meyrick, 1935
- Welaka Hulst, 1888